# Џон Хенри Лејк
Џон Хенри Лејк (енгл. John Henry Lake; Порт Ричмонд 27. јули 1878 — датум смрти непознат) је био амерички бициклиста, који се такмичио у крајем 19. века и почетком 20. века.
Џон Лејк је започео каријеру са својим локалним Лука Ричмонд клубу, али се касније придружио клубу Harlem Wheelmen. Године 1900. поставио је више националних рекорда на осам, девет и десет миља.
Такмичио се у бициклизму на на Летњим олимпијским играма 1900. у Паризу и освојио бронзану медаљу у спринту за мушкарце. Учествовао је и у дисциплини 25 km на писти, али није завршио трку.
Исте године учествује и на Светском првенство у бициклизму на писти 1900. — спринт за мушкарце такође у Паризу и осваја друго место сребрну медаљу.